# دبليو 34 (قنبلة نووية)
دبليو 34 هي عبارة عن قنبلة نووية أمريكية تم تطويرها ونشرها في منتصف الستينيات.

## الوصف
يبلغ قطرها 430 ملم (17 بوصة) و 860 ملم (34 بوصة). يزن الجهاز الأساسي 141 إلى 145 كيلوغرام (311 إلى 320 رطل) اعتمادا على الطراز.
تم وصف تصميم القنبلة على أنها مطابق للطور الأساسي للقنبلة النووية (بي 28) من قبل بعض المصادر. تتوافق أبعاد ووزن القنبلة مع الرأس الحربي دبليو 40 والذي تم تحديده بشكل أكثر صلابة مع مجموعة أسلحة بايثون الأساسية.